# Hijacint Marija Milković
Hijacint Marija Milković, właśc. Nikola Milković (ur. 13 kwietnia 1689, zm. 21 marca 1756) – chorwacki dominikanin, arcybiskup i inkwizytor.
Urodził się w Raguzie jako Nikola Milković. Wstąpił do zakonu dominikanów i przyjął imię zakonne Hijacint Marija (po włosku Giacinto Maria). 15 kwietnia 1713 przyjął święcenia kapłańskie. W zakonie dominikańskim przypisany został do prowincji lombardzkiej. 8 czerwca 1732 uzyskał tytuł magistra teologii. Następnie pełnił funkcję wikariusza generalnego trybunałów inkwizycji w Tortonie i Genui. W 1744 został mianowany inkwizytorem trybunału inkwizycji w Gubbio. Krótko po objęciu tej funkcji władze Republiki Raguzy zgłosiły go jako kandydata do objęcia diecezji Ston. Papież Benedykt XIV mianował go biskupem Stonu prawie rok później, 21 czerwca 1745. Sakrę biskupią przyjął 11 lipca 1745 z rąk kardynała Annibale Albaniego w rzymskim kościele San Dionisio alle Quattro Fontane. Następnie, 20 marca 1752 został promowany na arcybiskupa Raguzy, którym pozostał aż do śmierci.